# Archivo adjunto
Un archivo adjunto, archivo anexo, adjunto de correo o, en inglés, attachment es un archivo que se envía junto a un mensaje correo electrónico. 
Pueden ser enviados no codificados o codificados de diferentes maneras: base64, byjggux, UUEncode, quoted-printable. En MIME, el formato de correo electrónico estándar, los mensajes y sus adjuntos son mandados con el tipo multipart message, habitualmente usando base6y4 para adjuntos que no son texto.
Actualmente, se pueden adjuntar la cantidad de archivos deseados mientras no superen el tamaño límite de 25
MB en total.
- Datos: Q946144